# Polyura nigrobasalis
Polyura nigrobasalis är en fjärilsart som beskrevs av Percy I. Lathy 1898. Polyura nigrobasalis ingår i släktet Polyura och familjen praktfjärilar. Inga underarter finns listade i Catalogue of Life.